# Casper Stornes
Casper Stornes (* 6. Februar 1997 in Askøy) ist ein norwegischer Triathlet. Er ist Triathlon-Staatsmeister (2016).

## Werdegang
Casper Stornes wurde 2016 norwegischer Meister auf der Triathlon-Kurzdistanz (1,5 km Schwimmen, 40 km Radfahren und 10 km Laufen).
Bei der ITU-Weltmeisterschafts-Rennserie 2018 belegte er als zweitbester Norweger hinter seinem Landsmann Kristian Blummenfelt (Rang 5) den 16. Rang.
Im Juli 2020 startete er beim Austria-Triathlon zusammen mit Gustav Iden, Kristian Blummenfelt und der Österreicherin Julia Hauser in der Staffel.
2021 gewann der 24-Jährige im September auf der Mitteldistanz den Ironman 70.3 Nizza.
Im April 2025 wurde er Fünfter im Ironman Texas und im Mai 2025 wurde der 28-Jährige Zweiter im Ironman 70.3 Pays d'Aix France. Beim Ironman Germany kam er als Dritter ins Ziel.

## Sportliche Erfolge
| Datum/Jahr    | Rang | Wettbewerb                                  | Austragungsort | Zeit     | Bemerkung                                                                            |
| ------------- | ---- | ------------------------------------------- | -------------- | -------- | ------------------------------------------------------------------------------------ |
| 16. Feb. 2025 | 36   | ITU World Championship Series 2025          | Abu Dhabi      | 00:50:49 |                                                                                      |
| 14. Juli 2024 | 5    | ITU World Championship Series 2024          | Hamburg        | 00:50:19 |                                                                                      |
| 1. Juli 2023  | 1    | Europaspiele 2023                           | Krakau         | 01:07:29 | in der gemischten Staffel mit Vetle Bergsvik Thorn, Lotte Miller und Solveig Løvseth |
| 28. Apr. 2018 | 1    | ITU World Championship Series 2018          | Bermuda        | 01:54:47 |                                                                                      |
| 28. Aug. 2016 | 3    | NOR Sprint Triathlon National Championships | Norwegen       | 00:56:06 |                                                                                      |
| 31. Juli 2016 | 1    | NOR Triathlon National Championships        | Norwegen       | 01:50:01 |                                                                                      |
| 1. Aug. 2015  | 3    | NOR Triathlon National Championships        | Norwegen       | 01:47:30 |                                                                                      |
| 15. Juni 2014 | 3    | NOR Triathlon National Championships        | Norwegen       | 02:00:34 |                                                                                      |

| Datum/Jahr    | Rang | Wettbewerb                          | Austragungsort  | Zeit     | Bemerkung                                     |
| ------------- | ---- | ----------------------------------- | --------------- | -------- | --------------------------------------------- |
| 18. Mai 2025  | 2    | Ironman 70.3 Pays d'Aix France      | Aix-en-Provence |          |                                               |
| 3. Dez. 2023  | 1    | Ironman 70.3 Indian Wells-La Quinta | Indian Wells    | 03:38:59 |                                               |
| 12. Sep. 2021 | 1    | Ironman 70.3 Nizza                  | Nizza           | 04:00:25 |                                               |
| 7. Dez. 2019  | 3    | Ironman 70.3 Bahrain                | Manama          |          | Radstrecke verkürzt; Middle East Championship |
| 8. Dez. 2018  | 3    | Ironman 70.3 Bahrain                | Bahrain         |          | Middle East Championship                      |

| Datum/Jahr    | Rang | Wettbewerb      | Austragungsort    | Zeit     | Bemerkung                                                   |
| ------------- | ---- | --------------- | ----------------- | -------- | ----------------------------------------------------------- |
| 29. Juni 2025 | 3    | Ironman Germany | Frankfurt am Main | 07:29:48 |                                                             |
| 26. Apr. 2025 | 5    | Ironman Texas   | The Woodlands     | 07:37:04 | hinter dem Norweger Kristian Blummenfelt                    |
| 15. Aug. 2021 | DNF  | Ironman Germany | Frankfurt am Main | –        | Ironman European Championships, Abbruch auf der Laufstrecke |

(DNF – Did Not Finish)